# Dianthus simulans
Dianthus simulans là loài thực vật có hoa thuộc họ Cẩm chướng. Loài này được Stoj. & Stef. ex Stef. & Jordanov mô tả khoa học đầu tiên năm 1933.